# Эльснер, Альфред
Альфре́д Франц Э́льснер (нем. Alfred Franz Oelßner; 30 августа 1879, Грайц — 13 июня 1962, Берлин) — немецкий коммунист, член КПГ и СЕПГ. В 1950—1954 годах возглавлял Центральную ревизионную комиссию СЕПГ. Отец политика Фреда Эльснера.

## Биография
Альфред Эльснер родился в семье переплётчика и был старшим сыном в семье. Обучился профессии отца и в 1902 году вступил в Социал-демократическую партию Германии. В 1903 году родился его сын Фред. С 1910 года Эльснер работал на партию и распространял партийную прессу. В Первую мировую войну служил солдатом в инженерно-строительном батальоне, в 1917 году перешёл в Независимую социал-демократическую партию Германии и участвовал в работе советов рабочих и солдатских депутатов. В 1919—1921 годах являлся депутатом прусского ландтага. В конце 1920 года вместе с левой фракцией НСДПГ вступил в Объединённую коммунистическую партию Германии. Работал секретарём партии в Галле и Мерзебурге, после Мартовского восстания 1921 года находился в розыске и работал секретарём окружного правления КПГ по провинциям Силезия и Верхняя Силезия. В 1924 году Эльснер был приговорён к пяти года тюремного заключения и отбывал наказание в центральной тюрьме Котбуса, затем в 1925 году был амнистирован. После освобождения Эльснер был избран председателем партийного суда и боролся с внутрипартийной оппозицией. В 1928 году являлся казначеем Союза красных фронтовиков, в 1929—1932 годах возглавлял сбыт товаров рабочей культуры в Берлине.
После прихода к власти национал-социалистов Альфред Эльснер некоторое время продолжал нелегальную партийную деятельность. После краткого задержания в 1933 году Альфред Эльснер отдалился от активного сопротивления и в 1936—1945 годах работал переплётчиком в Берлине. Состоял в массовых организациях нацистского режима «Национал-социалистическая народная благотворительность» и Германский трудовой фронт.
По окончании войны Эльснер вновь вступил в КПГ, занимал должность главы окружного отделения партии в Пренцлауэр-Берг и по инициативе Вальтера Ульбрихта в июне 1945 года возглавил кассовый отдел КПГ. С апреля 1946 года Эльснер являлся главным казначеем СЕПГ, затем на 3-м съезде СЕПГ в июле 1950 года был избран председателем Центральной ревизионной комиссии СЕПГ и занимал эту должность до выхода на пенсию в 1954 году. Похоронен в Мемориале социалистов на Центральном кладбище Фридрихсфельде.